# Alexander Gordon
Alexander Gordon (1818 Ballater – 1895) byl skotský pivovarník, inženýr, vynálezce a stavitel.

## Život
Narodil se v oblasti Royal Deeside v hrabství Aberdeenshire ve Skotsku v rodině farmáře z Glengirnocku a jeho ženy Betty Gauldové. Základní vzdělání získal ve škole v Coulstone a další v Dundee.
Od roku 1838 pracoval v Londýně nejdříve v pivovaru Truman Hanbury and Burton's Brewery a od roku 1839 do roku 1852 pracoval ve strojírenství. Nejdříve pro společnost Deptford Iron Works Company a pak Tindall's Millwall Wharf.
V roce 1852 otevřel svůj pivovar Caledonian Road Brewery a v roce 1876 Peckham Brewery.
V roce 1844 se oženil s Elizabeth Mickleovou, jejich manželství bylo bezdětné.
Alexander Gordon zemřel v roce 1895.

## Dílo
Alexander Gordon projektoval budovy, železné mosty a železné (litinové) majáky. Jeden z prvních litinových majáků byl postaven na Morant Point na Jamajce v roce 1841. Podle jeho projektu byl v roce 1864 postaven první kovový maják Vaindloo v Estonsku. V Aberdeenshire nechal postavit most přes řeku Dee v roce 1892 (Polhollick Bridge) a další, Cambus O'may, byl v obci Ballater postaven na jeho náklady po jeho smrti v roce 1905.

## Galerie

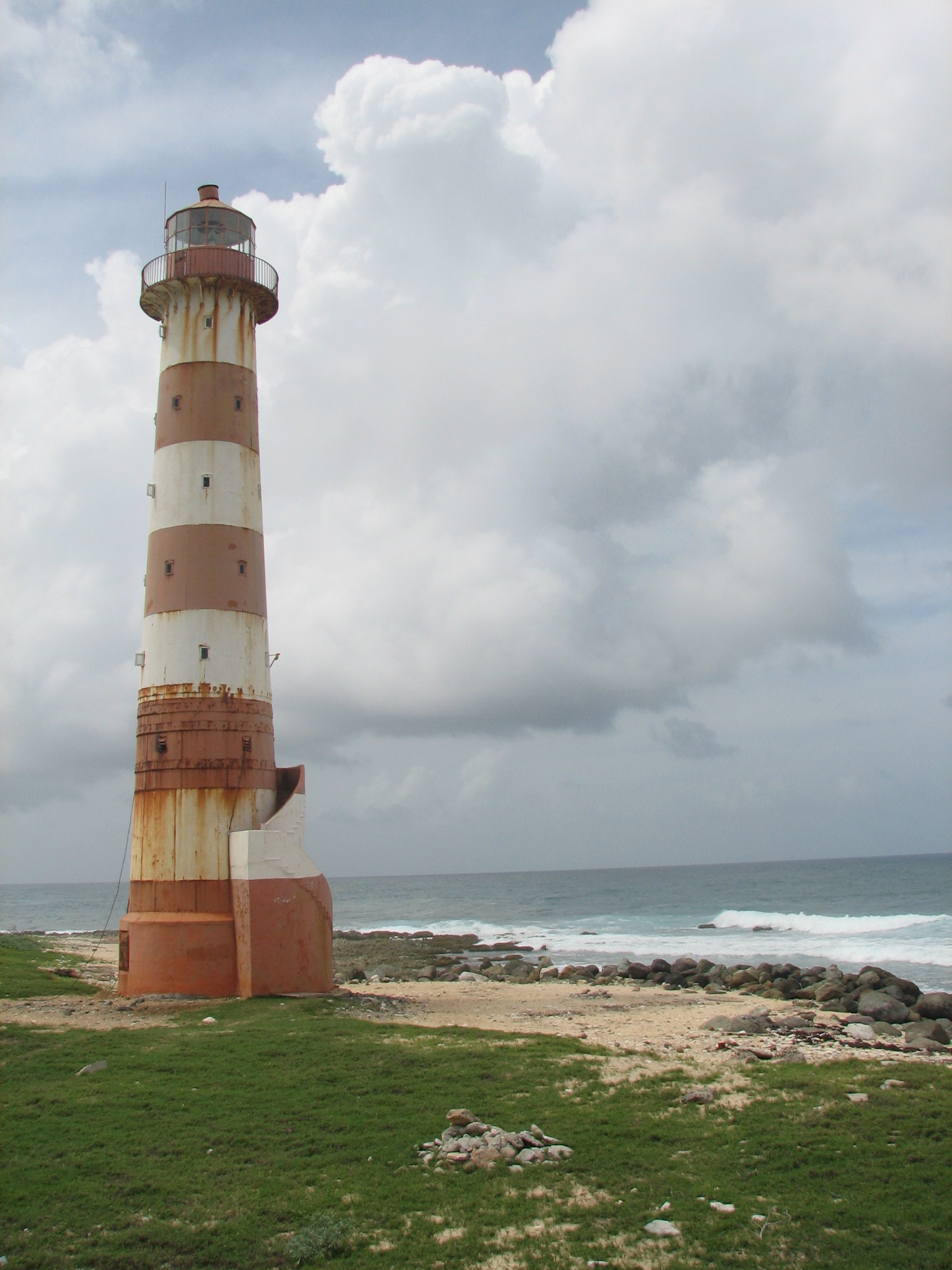
Maják Morant Point na Jamajce
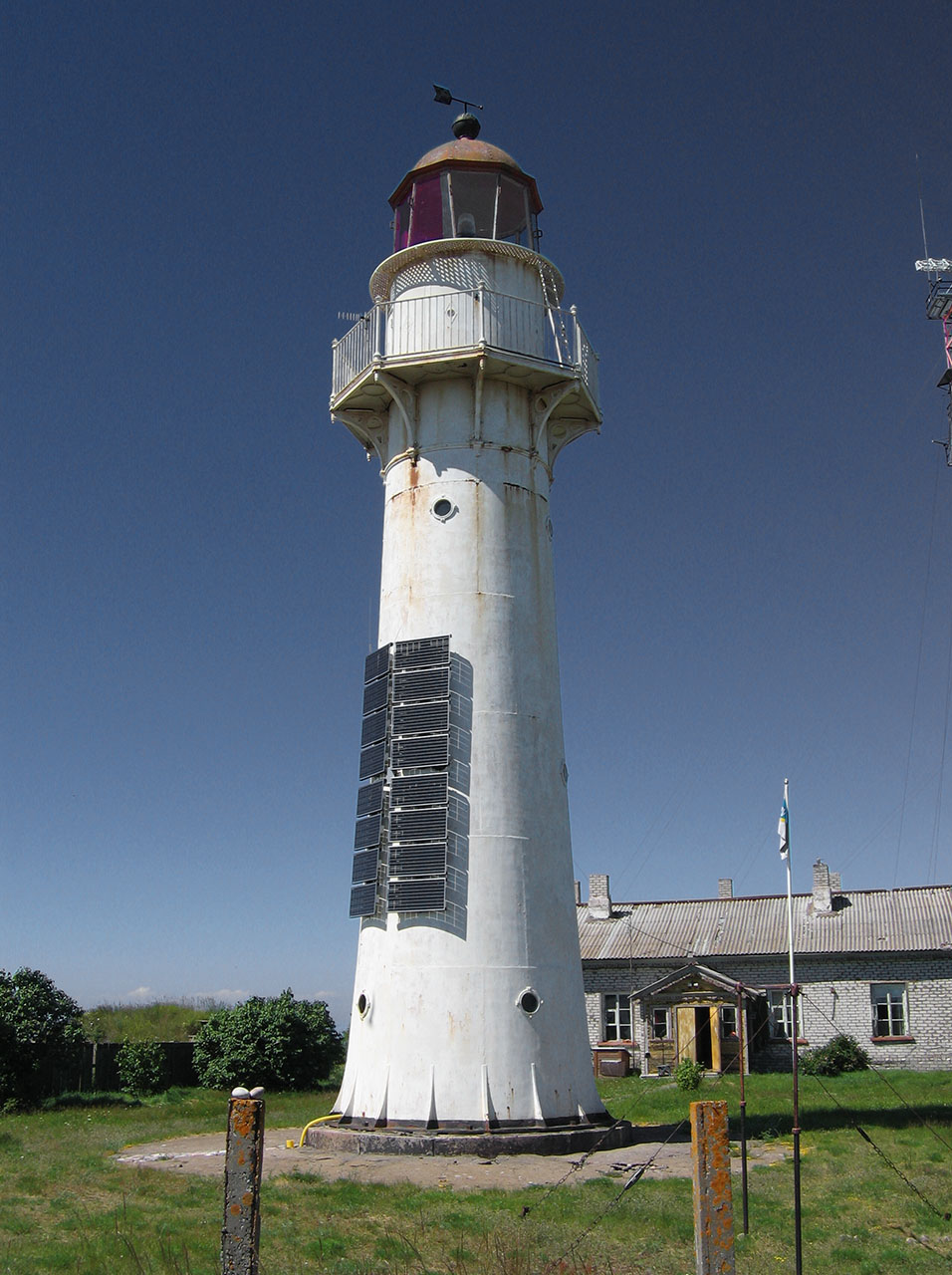
Maják Vaindloo v Estonsku
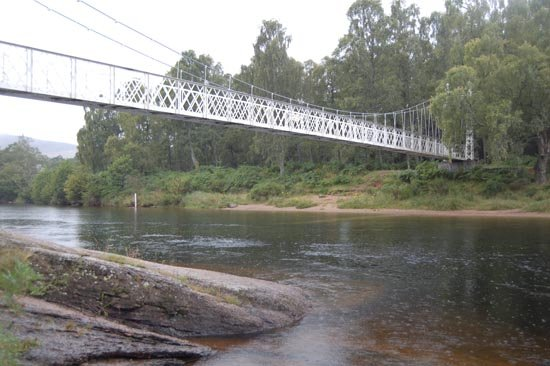
Cambus O'may
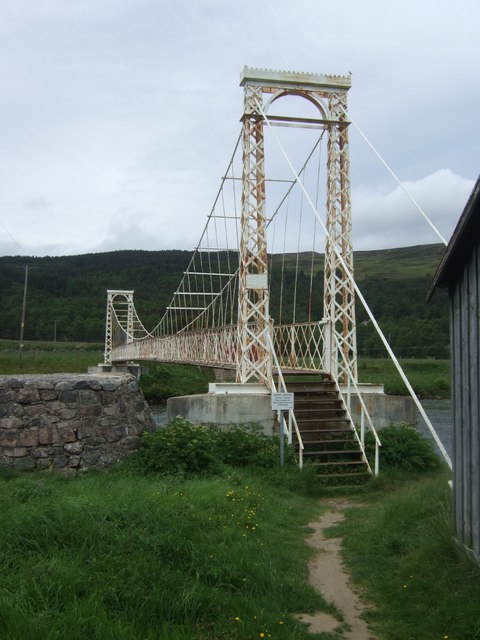
Polhollick Bridge
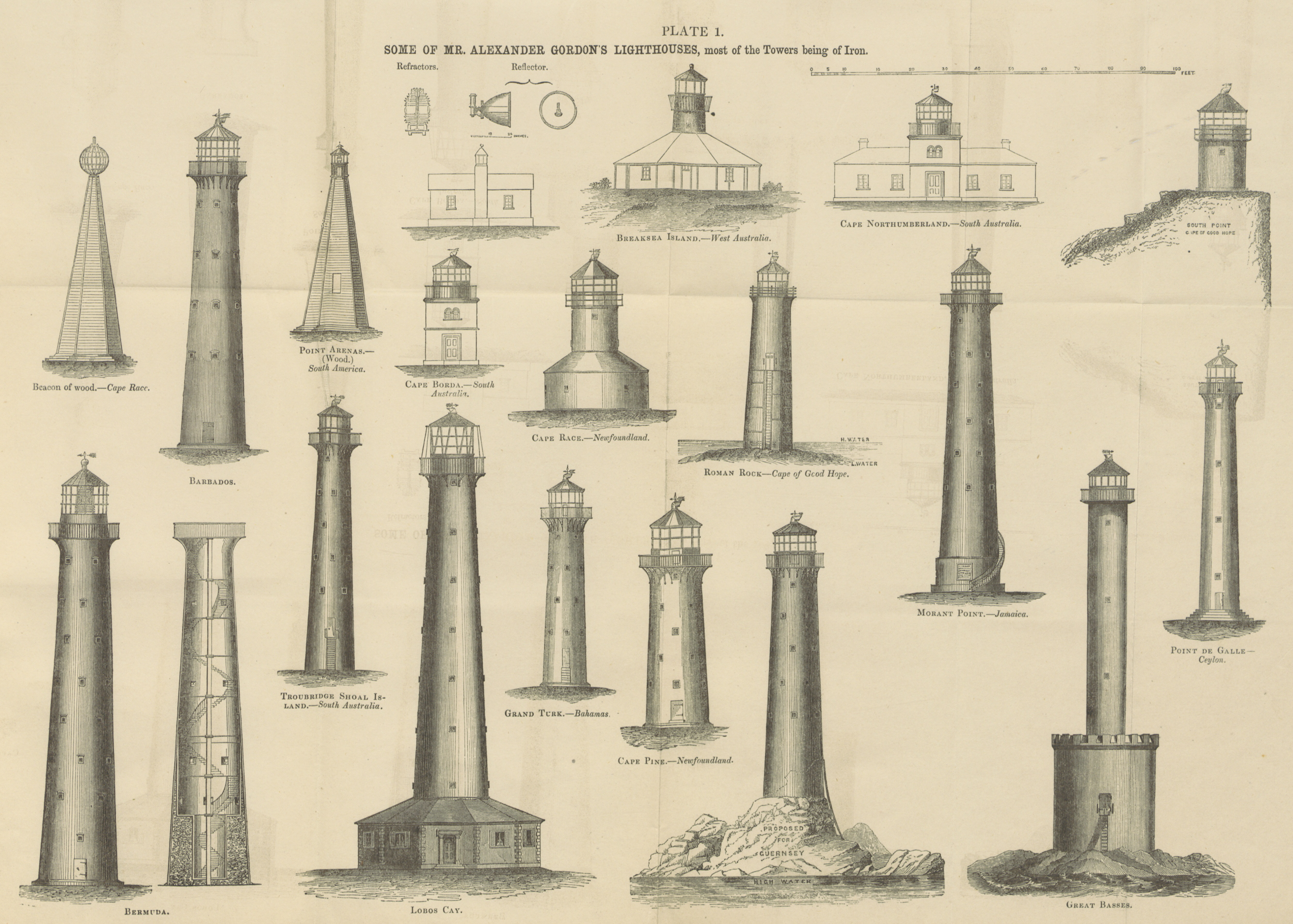
Návrhy majáků z roku 1863. British Library HMNTS 10498. cc.5.